# Fonds Soziales Wien
Der Fonds Soziales Wien (FSW) ist ein im Jahr 2000 nach den Bestimmungen des Wiener Landes-Stiftungs- und Fondsgesetzes geschaffener Fonds der Stadt Wien. Er ist privatwirtschaftlich organisiert und dient der Erfüllung gemeinnütziger Zwecke.

## Unternehmenszweck und Tätigkeiten
Die Aufgabe des Fonds Soziales Wien (FSW) liegt in der Planung, Vermittlung und Förderung sozialer Dienstleistungen für Menschen mit Pflege- und Betreuungsbedarf, Behinderung, Schuldenproblematik und Mobilitätsbedarf sowie für Menschen ohne Obdach oder Wohnung in Wien. Außerdem ist er für die Grundversorgung hilfs- und schutzbedürftiger Fremder in Wien zuständig. Der Fonds Soziales Wien fördert sowohl Menschen direkt (Subjektförderung) als auch Einrichtungen und Projekte (Objekt- bzw. Projektförderung).
Der FSW hat fünf Tochterunternehmen mit folgenden Tätigkeitsbereichen:
- FSW-Wiener Pflege- und Betreuungsdienste GmbH (FSW Pflege- und Betreuungsdienste)
  - Mobile Hauskrankenpflege
  - Mobiles Palliativ- und Hospizteam
  - Kontinenzberatung
  - Tageszentren für Seniorinnen und Senioren
  - Soziale Arbeit
- Obdach Wien gemeinnützige GmbH (FSW Obdach)
  - Beratung und Betreuung obdach- oder wohnungsloser Menschen
- Schuldnerberatung Wien gemeinnützige GmbH (FSW Schuldenberatung)
- Aus- und Weiterbildungszentrum Soziales Wien GmbH (FSW Bildungszentrum)
  - Aus-, Fort- und Weiterbildungen in Sozial- und Gesundheitsberufen, individuelle Bildungsseminare sowie die Bildungsberatungsstelle für Pflege- und Betreuungsberufe[7]
- FSW-LGM GmbH (FSW Liegenschaften)
  - Liegenschafts- und Gebäudemanagement für die FSW-Unternehmensgruppe
  - Wohnraum zu fairen Preisen für unterschiedliche Zielgruppen des FSW[8]

Außerdem ist der FSW für den Betrieb der telefonischen Gesundheitsberatung 1450 in Wien verantwortlich.
Im Jahr 2023 nahmen mehr als 145.000 Menschen Leistungen des FSW in Anspruch, der Förderaufwand gespeist aus öffentlichen Mitteln, Kostenbeiträgen und sonstigen betrieblichen Erträgen belief sich auf 2,403 Mrd. Euro.

## Rechtliche Grundlagen
Als eine Rechtspersönlichkeit mit einem nicht auf Dauer gewidmeten Vermögen unterliegt der Fonds Soziales Wien (FSW) den Bestimmungen des Wiener Landes-Stiftungs- und Fondsgesetzes.  Die inhaltliche und finanzielle Kontrolle liegt bei der Stadt Wien. Der FSW erbringt die im Wiener Sozialhilfegesetz aufgezählten sozialen Dienste.

## Steuerung des Fonds Soziales Wien (FSW)
Der Fonds Soziales Wien wird gesteuert, kontrolliert und geführt von Kuratorium, Präsidium und Geschäftsführung.
Das Kuratorium besteht aus sieben bis zehn Mitgliedern, die aus dem Sozial- und Gesundheitswesen, den Bereichen Jugendwohlfahrt, Frauenangelegenheiten, Wohnen und Finanzverwaltung der Stadt Wien entsendet werden. Es kann auf Vorschlag der Geschäftsführung Förderrichtlinien beschließen.
Das Präsidium setzt sich aus dem Vorsitzenden des Kuratoriums und zwei Stellvertretern zusammen. In seinen Aufgabenbereich fällt die Durchführung von Sitzungen des Kuratoriums und die Fassung wesentlicher Beschlüsse (z. B. Genehmigung des Budgetvoranschlages und Jahresrechnungsabschlusses).
Der direkten Information der Mitglieder des Wiener Gemeinderats dient ein Beirat, dem mindestens zehn Mitglieder und zehn Ersatzmitglieder angehören. Diese werden auf die wahlwerbenden Parteien im Verhältnis der ihnen zugehörigen Gemeinderatsmitglieder aufgeteilt.

## Geschichte
Im Jahr 2000 beschloss der Gemeinderat der Stadt Wien die Gründung des Fonds Soziales Wien (FSW) mit dem Ziel, alle Aktivitäten der Suchtprävention und Suchtkrankenhilfe der Stadt Wien in einer privatwirtschaftlichen Organisation zu bündeln.
2001 nahm der Fonds Soziales Wien unter Geschäftsführer Peter Hacker seine Tätigkeit auf. Eine wesentliche Erweiterung seines Aufgabengebiets erfuhr der FSW im Zuge der Strukturreform des Wiener Gesundheits- und Sozialwesens: Er übernahm 2004 die Agenden der bisherigen Magistratsabteilung 47 „Pflege und Betreuung“ und Teile der bisherigen Magistratsabteilung 12 „wien sozial“ sowie das SeniorInnenbüro der Stadt Wien. Außerdem erfolgte in diesem Jahr die Gründung bzw. Übernahme der Tochterunternehmen Obdach Wien gemeinnützige GmbH (früher "wieder wohnen"), FSW-Wiener Pflege- und Betreuungsdienste GmbH sowie Schuldnerberatung Wien gemeinnützige GmbH.
Im Jahr 2006 wurde der Bereich Sucht und Drogen aus dem Fonds Soziales Wien ausgegliedert. Die Gründung des Aus- und Weiterbildungszentrum Soziales Wien GmbH (AWZ Soziales Wien) erfolgte 2010. 2015 wurde der FSW-Geschäftsführer Peter Hacker anlässlich der Flüchtlingsbewegung Flüchtlingskoordinator der Stadt Wien.
2017 begann die Umsetzung einer telefonischen Gesundheitsberatung in Wien. Die Gesundheitsnummer 1450 ist ein Projekt der Österreichischen Gesundheitsreform in Kooperation mit dem Bundesministerium für Arbeit, Soziales, Gesundheit und Konsumentenschutz und dem Hauptverband der österreichischen Sozialversicherungsträger.
Im Jahr 2018 wurde Peter Hacker Stadtrat für Gesundheit, Soziales und Sport in der Wiener Stadtregierung, zur neuen Geschäftsführerin des FSW wurde Anita Bauer.
Mit 1. Jänner 2020 wurde das Kuratorium Wiener Jugendwohnhäuser in die FSW-LGM GmbH eingegliedert. Seither entwickelt das FSW-Tochterunternehmen das Angebot unter dem Namen STARTPLATZ Wien weiter.
Seit 1. November 2022 leitet Anita Bauer (Geschäftsbereich Recht & Unternehmenskultur) gemeinsam mit ihren bisherigen Stellvertretern Susanne Winkler (Geschäftsbereich Leistungen & Service) und Michael Rosenberg (Geschäftsbereich Finanzen & Betrieb) den FSW. Unterstützt werden sie seit 1. März 2023 von den stellvertretenden Geschäftsführern Monika Badilla und Martin Kröß.